# Fahy, Schweiz
Fahy är en ort och kommun i distriktet Porrentruy i kantonen Jura, Schweiz. Kommunen har 332 invånare (2023).